# Folkeafstemningen på Færøerne 1973
En folkeafstemning om skabelse af et statsmonopol for salg af alkoholiske drikke - som det islandske Vínbúðin - blev afholdt på Færøerne 8 november 1973. Statsmonopolet skulle afløse det gældende forbud mod offentlig handel med alkoholiske drikke. Forslaget blev afvist af 61,5% af vælgerne, svarende til 37.7% af det samlede vælgerkorps, hvilket var over det krævede 33% quorum for afvisning. Alkoholforbuddet blev siden ophævet i 1992.

## Baggrund
I 1907 havde Lagtinget valgt at afholde en rådgivende folkeafstemning om forbud mod salg og servering af alkoholiske drikke. Resultatet var et markant "ja" med over 95% opbakning til alkoholfobuddet. Som følge af afstemningsresultatet blev offentlig servering og handel med drikkevarer med et alkoholindhold over 2% indført det følgende år. Salg af øl fortsatte dog i private ølklubber for medlemmer.

## Afstemningsresultat
|                                                                          | Stemmer | %     |
| ------------------------------------------------------------------------ | ------- | ----- |
| For                                                                      | 5,683   | 38.48 |
| Imod                                                                     | 9,086   | 61.52 |
| Ugyldige/blanke stemmer                                                  | 97      | –     |
| Samlet                                                                   | 14,866  | 100   |
| Registrerede vælgere/deltagelse                                          | 24,103  | 61.68 |
| Kilde: Direct Democracy Arkiveret 24. september 2015 hos Wayback Machine |         |       |